# Leitungsaphasie
Die Leitungsaphasie ist eine Form der Sprachstörung (Aphasie) infolge einer Schädigung des Gehirns, bei der insbesondere das Nachsprechen gestört ist. Das Sprachverständnis ist dabei erhalten und die Sprachproduktion flüssig. Es treten vor allem phonetische Paraphasien auf. Die Störung wurde gemeinhin mit einer Schädigung des Fasciculus arcuatus, als Verbindung zwischen Wernicke- und Broca-Areal, in Verbindung gebracht. Entgegen dieser traditionellen Sichtweise ist mittlerweile bekannt, dass auch Läsionen angrenzender Hirnregionen (etwa im Gyrus supramarginalis) zu einer Leitungsaphasie führen können. Es wurde auch gezeigt, dass es sich bei der Leitungsaphasie um eine Störung der zeitlichen Verarbeitung handelt. Patienten können Zeitunterschiede in verschiedenen Größenordnungen nicht wahrnehmen. Aufgrund der fehlerhaften Zusammenbündelung auditiver Information kommt es zu einer Überlastung des Arbeitsgedächtnisses.